# أكاديمية الفنون في سينسيناتي
أكاديمية الفنون في سينسيناتي هي كلية خاصة للفنون والتصميم في سينسيناتي، أوهايو، وهي معتمدة من قبل الرابطة الوطنية لمدارس الفن والتصميم. تأسست باسم مدرسة ماك مايكان للتصميم في عام 1869، وكانت قسمًا في جامعة سينسيناتي، وفي وقت لاحق في عام 1887، أصبحت أكاديمية الفنون في سينسيناتي، ومدرسة المتحف لمتحف سينسيناتي للفنون. في عام 1998، انفصلت أكاديمية الفنون في سينسيناتي عن المتحف وأصبحت كلية مستقلة للفنون والتصميم. الدرجات العلمية الممنوحة هي زمالة العلوم في التصميم الجرافيكي. بكالوريوس الفنون الجميلة في الكتابة الإبداعية والتصميم والتوضيح والرسم والتصوير الفوتوغرافي ووسائط الطباعة والنحت، وماجستير الآداب في التربية الفنية التي تدرس خلال الفصول الصيفية. انتقلت أكاديمية الفنون إلى منشأتها الحالية في 1212 شارع جاكسون في حي أوفر ذا راين في خريف عام 2005. كانت هذه الخطوة محورية في إعادة إحياء وتجديد منطقة نهر الراين كمنطقة فنية. يوفر المرفق الجديد وصولاً للطلاب على مدار 24 ساعة مع أمان على مدار الساعة. يضمن الطلاب مساحات استوديو في سنوات المبتدئين والكبار. يحتوي مبنى 12 وجاكسون سانت إتيان. في عام 2008، حصلت منشأة أكاديمية الفنون على شهادة الريادة في تصميم الطاقة والبيئة (LEED) من قبل مجلس المباني الخضراء بالولايات المتحدة (USGBC). مطلوب سكن للطلاب الجدد في أكاديمية الفنون خارج المدينة في مرفق الإسكان الأكاديمي في الزاوية القريبة من الشارعين 12 وفاين. المساحات متاحة أيضًا للطلاب الجدد المحليين. يتوفر اثنا عشر جناحًا يتسع لـ 28 طالبًا لكل منها مطابخ مجهزة بالكامل وغسالة ومجفف. مستشار مقيم متاح أيضًا ويعيش في المبنى.

## خريجون بارزون
- قسم ويلبر ج. آدم (1898-1973) عاش حياته المهنية بين سينسيناتي وشيكاغو، واشتهر بكونه رسام بورتريه وللمناظر الطبيعية في غرب الولايات المتحدة.
- كان جوزيف ألبرز (1888-1976) كان فنانًا ومعلمًا أمريكيًا ألماني المولد، شكلت أعماله، في كل من أوروبا والولايات المتحدة، أساس برامج تعليم الفن الحديث في القرن العشرين. عمل استاذا في أكاديمية الفنون في سينسيناتي عام 1949.
- كان بول شيدلو (1900-1989) رسامًا أمريكيًا حديثًا ومدرسًا قديمًا في الأكاديمية. تم تسمية معرض شيدلاو من بعده.
- بيتاه كوين هي نحاتة وفنانة تركيب معترف بها دوليًا.
- كانت جيني إيكين ديلوني (المعروفة أيضًا باسم: جيني ديلوني، وجيني ميرويتز، وجيني إيكين ديلوني رايس) (1866-1949) رسامة ومعلمة أمريكية. تخصصت في فن البورتريه، لكن موضوعها شمل أيضًا المنمنمات والمناظر الطبيعية والحياة البرية والحياة الساكنة والنوع.
- كان فرانك دوفينك (1848-1919) رسامًا أمريكيًا للرسم والشخصية، درس في أكاديمية الفنون خلال تسعينيات القرن التاسع عشر وأصبح فيما بعد رئيسًا لها. لقد حارب بشكل خاص مع إدارة متحف سينسيناتي للفنون من أجل حق الطلاب في الدراسة مباشرة من النموذج العاري الحي.
- كانت فرانسيس فاراند دودج (1878-1969) فنانة ومعلمة أمريكية، وقد نال تقدير النقاد لقيادتها الماهرة لجميع الوسائط، مثل الزيت والقلم الرصاص والحفر والألوان المائية.
- جيمس فلورا (1914-1998) رسام غلاف الألبوم المميز لتسجيلات آر سي إيه وكولومبيا للتسجيلات خلال الأربعينيات والخمسينيات من القرن الماضي، ورسامًا تجاريًا وفنانًا جيدًا ومؤلفًا / رسامًا لسبعة عشر كتابًا شهيرًا للأطفال
- تيم فولزنلوجين رسام واقعي معاصر مقيم في مدينة نيويورك.
- كان دانيال جاربر (1880–1958) رسامًا للمناظر الطبيعية الأمريكية وعضوًا في المستعمرة الفنية في نيو هوب، بنسلفانيا.
- ماري برونر هينز (1885-1979)، رسامة ورسامة
- كان تشارلي هاربر (1922-2007) فنانًا أمريكيًا حداثيًا مقيمًا في سينسيناتي، اشتهر بمطبوعات الحياة البرية عالية الأسلوب والملصقات والرسوم التوضيحية للكتب.
- إيلي هارفي (1860-1957) نحات ورسام وحيواني أمريكي.
- مود هانت سكوير (1873-1954) رسام وطباعة أمريكي.
- إدنا بويز هوبكنز (1872-1937) فنانة أمريكية للمطبوعات الخشبية.
- لويز لوسون (1860-1899)، نحات أمريكي.
- كان نويل مارتن مصممًا جرافيكًا معترفًا به على المستوى الوطني أحدث ثورة في معايير الكتابة والنشر للمتاحف الأمريكية، ثم أستاذًا في أكاديمية الفنون في سينسيناتي، وكذلك جامعة سينسيناتي.
- لويس هنري ميكين (1850-1917)
- كانت ميرا موسلمان كار (المولودة عام 1880) نحاتًا عرضت أعمالها في معرض مخزن الأسلحة عام 1913.
- كان فرانك هارمون مايرز (1899–1956) رسامًا أمريكيًا. يتضمن عمله مجموعة متنوعة من الموضوعات، لكنه اشتهر بمناظره البحرية.
- كان توماس ساتروايت نوبل (1835-1907) رسامًا ومعلمًا أمريكيًا.
- إليزابيث نورس (1859-1938) رسامة واقعية ورسامة من النوع الذي استقر في وقت لاحق في باريس. اشتهرت بتصويرها لنساء الفلاحات.
- كان روي كليفلاند نوز (1885-1975) فنانًا انطباعيًا من ولاية بنسلفانيا ومعلمًا محترمًا في أكاديمية بنسلفانيا للفنون الجميلة.
- روث كاثرين بيرلمان (1913-2007)، فنانة ومعلمة مقيمة في سينسيناتي كانت تعمل مع آرت بيوند بونداريز.[10] منذ إنشائها في عام 2005، تم تسمية معرض بيرلمان باسمها.
- لويس ريبيسو (1837-1899) نحات ومعلم الذي الطلاب في الجهاز المركزي للمحاسبات وشملت وليام يعقوب باير، سولون بورغلوم، جانيت سكودر، ماري تشيس بيري، لويز لوسون، و ايلي هارفي.
- جون روثفن (مواليد 1927) فنان أمريكي اشتهر برسومات الحياة البرية.
- كان بول سوير (1865-1917) فنانًا من كنتاكي وانطباعيًا أمريكيًا.
- كان جوزيف هنري شارب (1873-1892) أحد الأعضاء المؤسسين الستة لجمعية الفنانين في تاوس.
- ماري جيفن شيرير (1865-1954)، عاملة خزف ومدربة تابعة لشركة نيوكومب للفخار.
- هاري شوكلر كان الفنان الأميركي في القرن 20 والمعروف عن لوحاته النفط، –  (1978 1896) طباعة الشاشة.
- جوليان ستانزاك، هو رسام تجريدي معترف به دوليًا، مؤسس حركة أوب آرت.
- توني تاسيت (مواليد 1960)، فنان وسائط متعددة أمريكي.
- إدوارد تشارلز فولكرت (1871-1935) رسام ما بعد الانطباعية من سينسيناتي كان معروفًا بلوحاته الزيتية والألوان المائية للماشية من مستعمرة أولد لايم آرت.
- جون ألسويرث فايس (1892-1962) خريج وعضو هيئة تدريس
- توم ويسلمان (23 فبراير 1931-17 ديسمبر 2004) فنان لسلسلة لوحات أمريكا العظمى عارية (بالإنجليزية: The Great American Nude).

## صالات العرض
تضمُّ الكلية ثلاث صالات عرض عامة تقدم معارض فنية متغيرة، ومعرض بيرلمان، ومعرض تشيدلو، ومعرض كونفيرجيز. تشمل المعارض الفنانين الناشئين والمحترفين والطلاب وأعضاء هيئة التدريس والخريجين الفنانين.

## روابط خارجية
- الموقع الرسمي
- أكاديمية الفنون في سينسيناتي • حوالي عام 1912